# Jakkrapong Sanmahung
Jakkrapong Sanmahung (thailändisch จักรพงษ์ แสนมะฮุง, * 6. April 2002 in Sakon Nakhon) ist ein thailändischer Fußballspieler.

## Karriere

### Verein
Jakkrapong Sanmahung erlernte das Fußballspielen in der Jugendmannschaft des Erstligisten Chonburi FC. Der Verein aus Chonburi spielte in der höchsten thailändischen Liga, der Thai League. Hier unterschrieb er 2020 auch seinen ersten Profivertrag. Von Januar 2020 bis November 2020 wurde er an den Banbueng FC ausgeliehen. Der Verein, der ebenfalls in Chonburi beheimatet ist, spielte in der dritten Liga, der Thai League 3. Anfang 2021 wechselte er ebenfalls auf Leihbasis zum Zweitligisten Khon Kaen United FC. Sein Zweitligadebüt für den Verein aus Khon Kaen gab er am 17. Februar 2021 im Auswärtsspiel beim Uthai Thani FC. Hier wurde er in der 81. Minute für Badar Ali Rashid Ali Al Alawi eingewechselt. In der Saison 2020/21 wurde er mit Khon Kaen Tabellenvierter und qualifizierte sich für die Aufstiegsspiele zur zweiten Liga. Hier konnte man sich im Endspiel gegen den Nakhon Pathom United FC durchsetzen und stieg somit in die zweite Liga auf. Nach der Saison kehrte er am 31. Mai 2021 zum Chonburi FC zurück. Im Dezember 2022 wurde er für den Rest der Saison vom Zweitligaaufsteiger Uthai Thani FC ausgeliehen. Am Ende der Saison wurde er mit Uthai Thani Tabellendritter und qualifizierte sich somit für die Aufstiegsspiele zur ersten Liga. Hier konnte man sich im Finale gegen den Customs United FC durchsetzen und stieg in die erste Liga auf. Nach der Ausleihe kehrte er nach Chonburi zurück. Am Ende der Saison 2023/24 belegte er mit Chonburi den 14. Tabellenplatz und musste somit in die zweite Liga absteigen. Am Ende der Saison 2024/25 feierte er mit Chonburi die Zweitligameisterschaft sowie den Aufstieg in die erste Liga. Nach dem Aufstieg wechselte er im Sommer 2025 auf Leihbasis zum ebenfalls in der ersten Liga spielenden Nakhon Ratchasima FC.

### Nationalmannschaft
Jakkrapong Sanmahung spielte 2018 dreimal in der thailändischen U16-Nationalmannschaft. Mit dem Team nahm er an der U16-Asienmeisterschaft in Malaysia teil. 2019 stand er dreimal für die U18-Nationalmannschaft auf dem Spielfeld.

## Erfolge
Chonburi FC
- Thailändischer Zweitligameister: 2024/25  ▲

## Sonstiges
Jakkrapong Sanmahung ist der Bruder von Netipong Sanmahung.